# Karel Voous

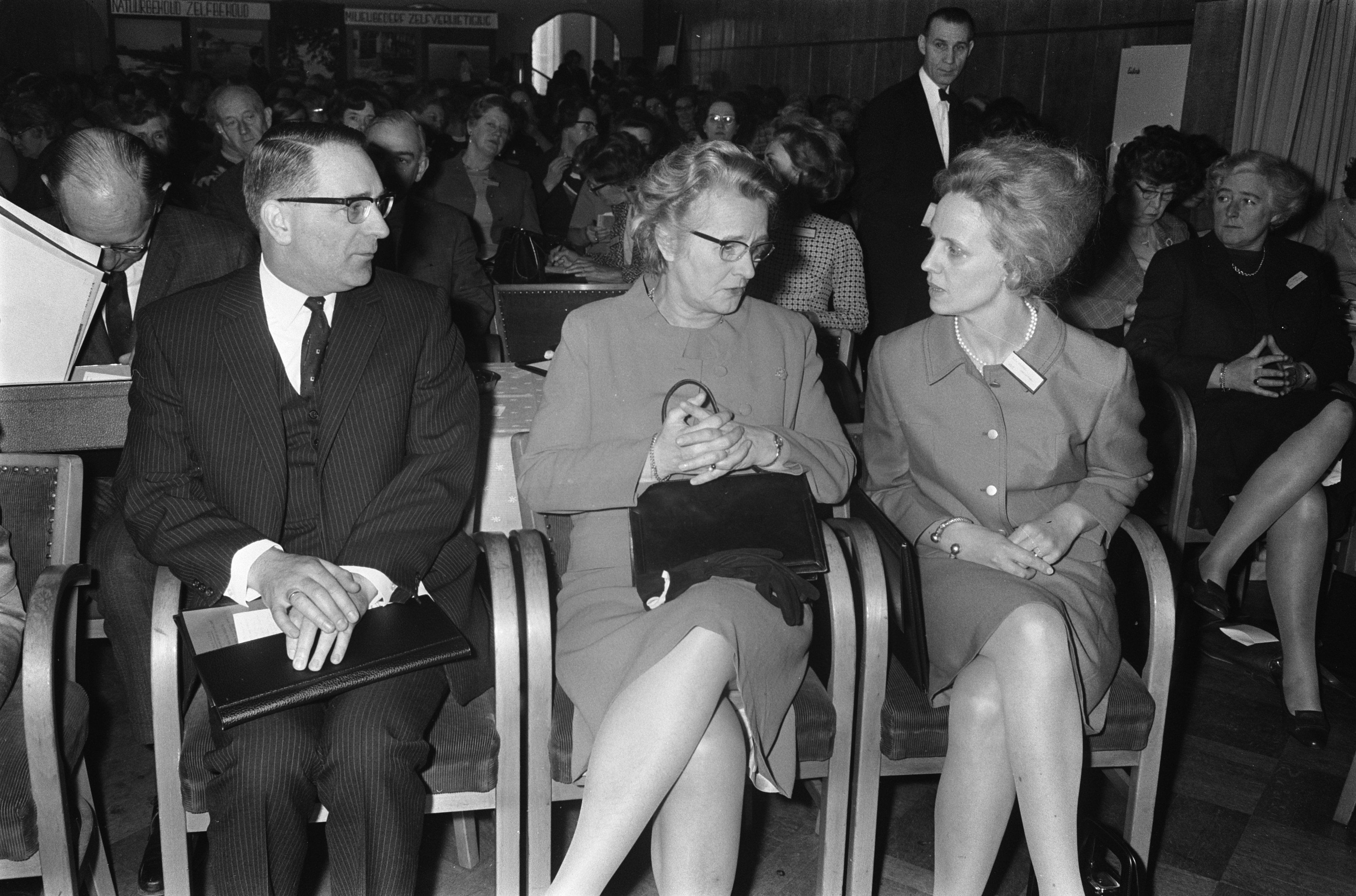
Karel Voous (1970)

Karel Hendrik Voous (* 23. Juni 1920 in Huizen, Niederlande; † 31. Januar 2002 ebenda) war ein niederländischer Ornithologe.

## Leben
Voous wuchs in der Provinz Noord-Holland auf. Im Alter von fünf Jahren versuchte er im Haus seiner Eltern in Amsterdam Haussperlinge zu fangen, indem er ihnen Salz auf den Schwanz streute. Voous studierte von 1938 bis 1947 Biologie an der Universiteit van Amsterdam. Er begann 1940 als studentische Hilfskraft am dortigen Zoologischen Museum, stieg anschließend zum Kurator für Ornithologie auf und war von 1950 bis 1963 stellvertretenden Direktor. 1947 wurde Voous unter der Leitung von Lieven Ferdinand de Beaufort  mit einer grundlegenden Arbeit über die Biogeographie der Buntspechte zum Doktor promoviert. Auszüge aus dieser Dissertation wurden im selben Jahr in der Fachzeitschrift Limosa veröffentlicht. 1955 wurde Voous als außerordentlicher Professor für Zoogeographie an die Vrije Universiteit Amsterdam berufen, eine Position, die er bis 1963 innehatte. Im Jahr 1964 wurde er dort ordentlicher Professor und behielt diesen Posten bis zu seiner vorzeitigen Pensionierung im Jahr 1975.
Voous’ ornithologische Interessen waren vielfältig. Er veröffentlichte zahlreiche Abhandlungen und Notizen über die Verbreitung, die Brutbiologie und das Verhalten der Vögel in Holland. 1970 war er Hauptautor der Checkliste Avifauna van Nederland. 1995 schrieb er In de Ban van Vogels, eine 605-seitige Historie der Ornithologie in den Niederlanden, einschließlich Kurzbiografien von niederländischen Ornithologen und der Geschichte der Niederländischen Ornithologenvereinigung. 1955 verfasste er einen Feldführer (Text auf Niederländisch mit ausführlichen englischen Zusammenfassungen) über die Vögel der Niederländischen Antillen, das Ergebnis einer zweijährigen Feldarbeit auf den Inseln von 1951 bis 1952. Voous interessierte sich aber auch für weltweite Aspekte der geographischen Verbreitung, der Artbildung und der Biogeographie. Allein oder in Co-Autorenschaft mit anderen, insbesondere mit John G. van Marle, veröffentlichte er Arbeiten über die Buntspechte, Kleiber, Dreizehen-Eisvögel, Raupenfänger, Bussarde, Schleiereulen, Käuze, Möwen und Seeschwalben. Meeresvögel, insbesondere ihre Biologie und Verbreitung, gehörten ebenfalls zu seinen Forschungsschwerpunkten. Seine Arbeiten über die Artbildung bei den Eissturmvögeln und über die Wanderungen des Großen Sturmtauchers sind Standardwerke. Voous entwickelte ein System von Faunenelementen, das er später auf die Vögel der westlichen Paläarktis in seinem Standardwerk Atlas of European Birds anwandte, der 1970 gleichzeitig auf Niederländisch, Englisch und Deutsch erschien. Die akribische Arbeit, die Voous bei der Vorbereitung dieses Bandes leistete, gipfelte 1977 in der Veröffentlichung der  List of Holarctic Bird Species, die von Amateuren und Fachleuten gleichermaßen verwendet wurde. Stanley Cramp übernahm sie beispielsweise in seinem Werk The Birds of the Western Palearctic (1977–1994), für das Voous Mitglied des Redaktionsteams war.
Voous wurde 1966 Mitglied und 1969 zum Ehrenmitglied der American Ornithologists’ Union ernannt. Er war Ehrenmitglied oder korrespondierendes Mitglied von zehn weiteren ornithologischen oder naturschutzfachlichen Gesellschaften, darunter in der Nederlandsche Ornithologische Vereeniging und in der British Ornithologists’ Union, die ihm 1975 mit der Union Medal auszeichnete. Lange Zeit spielte Karel Voous eine bedeutende Rolle bei der Organisation der Internationalen Ornithologen-Kongresse, als Mitglied des Internationalen Komitees von 1950 bis 1982, des Exekutivkomitees von 1970 bis 1974 und der ständigen Komitees für ornithologische Nomenklatur sowie für die Koordination der Seevogelforschung. Im Jahr 1970 war er Generalsekretär des 15. International Ornithological Congress (IOC) in Den Haag und gab dessen 745 Seiten starken Tagungsband heraus. 1994 wurde er zum Ehrenpräsidenten des IOC in Wien gewählt.

## Dedikatonsnamen

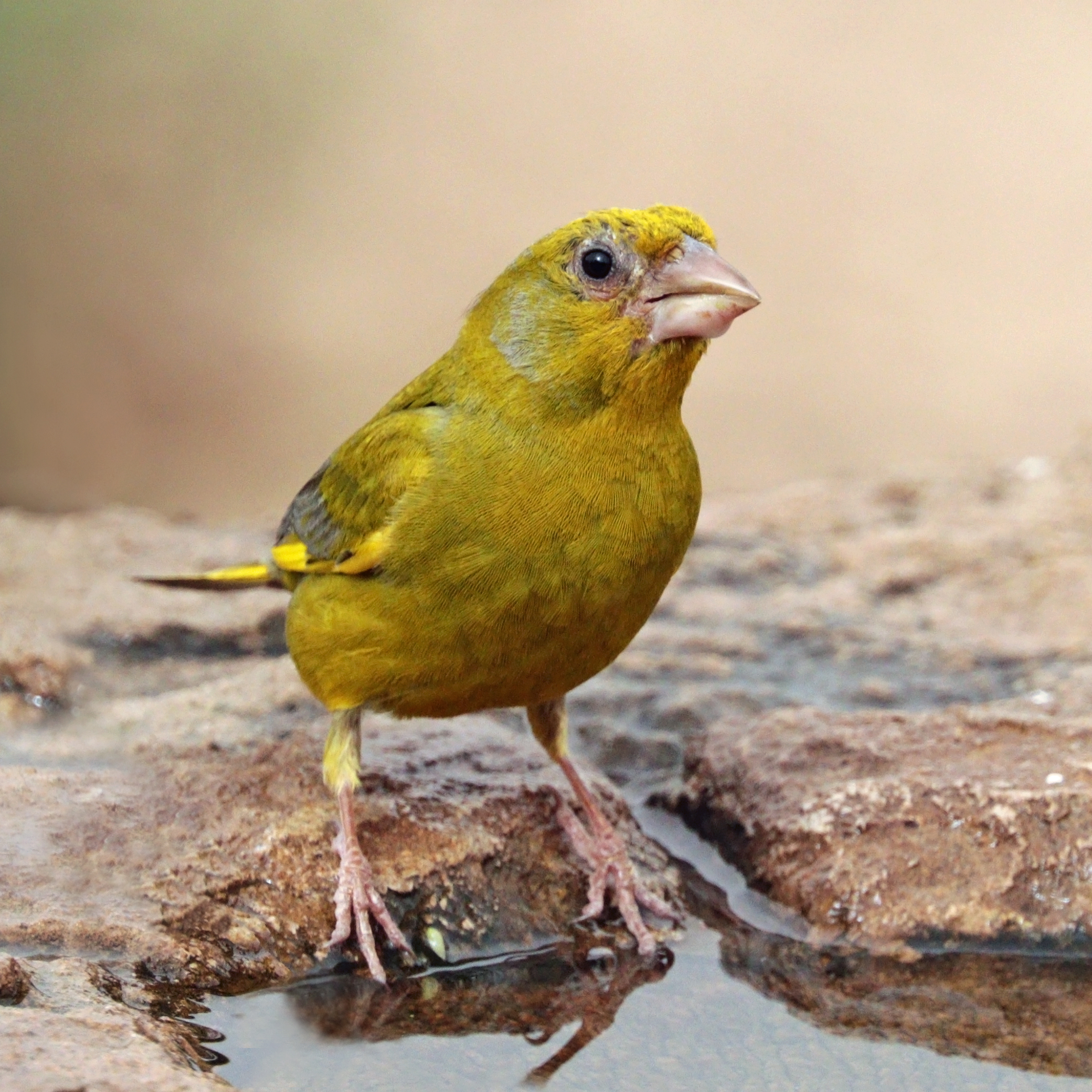
Chloris chloris voousi in Marokko

Cees S. Roselaar benannte 1993 die Unterart Chloris chloris voousi des Grünfinks zu Ehren von Karel Voous.